# Ingemar Hammar
Ingemar Hammar, född 23 december 1926 i Fors socken, Jämtland, död 1 mars 1979 i Göteborg, var en svensk författare, skådespelare, musiker och målare.
Hammar började studera konst på egen hand men fick 1947 möjlighet att studera för Örlygur Sigurðsson på Island därefter blev det självstudier under resor till Belgien och Frankrike. Han ställde ut separat i Arvika, Karlstad och Ullånger.